# Lo Coll (Montsec)
Lo Coll és un coll a 1.531,5 m. alt. situat en el terme municipal de Sant Esteve de la Sarga, del Pallars Jussà.
Està situada al nord del cim de Sant Alís, molt a prop seu.